# Maryla Wolska

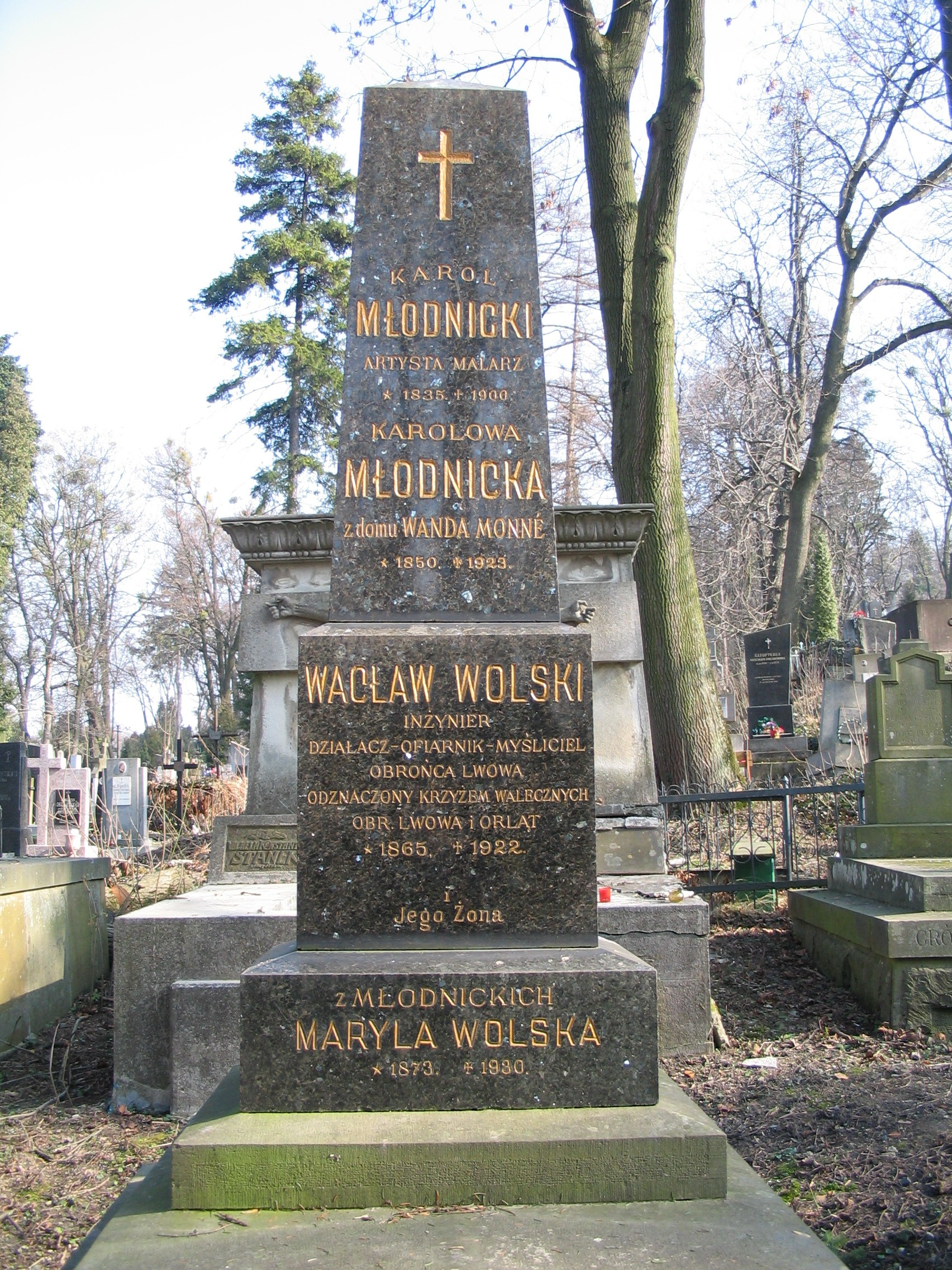
Grób Młodnickich i Wolskich na cmentarzu Łyczakowskim

Maryla Wolska (ur. 13 marca 1873 we Lwowie, zm. 25 czerwca 1930 tamże) – poetka polska okresu Młodej Polski. Tworzyła pod pseudonimami: Iwo Płomieńczyk, Zawrat, D-mol oraz Tomasz Raróg.

## Życiorys
Była córką Wandy i Karola Młodnickich. Jej matka, Wanda (z domu Monné) była narzeczoną Artura Grottgera (do dnia jego śmierci, tj. 13 grudnia 1867 r.), zaś ojciec – artystą malarzem i przyjacielem Grottgera. Wyrastała więc w atmosferze sztuki. Nawet jej rodzice chrzestni byli ludźmi sztuki: w jednej parze był malarz Henryk Rodakowski z pasierbicą Leonią Blühdorn, w drugiej poeta Kornel Ujejski z Leonią Sawczyńską. Nic więc dziwnego, że od młodych swoich lat uprawiała obie te sztuki.
Willa „Zaświecie” u stóp lwowskiej Cytadeli, w pobliżu Ossolineum, gdzie mieszkała, była miejscem poetyckich spotkań grupy Płanetnicy, do której należał m.in. Leopold Staff, Edward Porębowicz, Józef Ruffer, Jan Zahradnik i Ostap Ortwin.
Jej najpopularniejszym dziełem był tomik wierszy Dzbanek malin wydany w 1929.
W swojej twórczości nierzadko wykorzystywała motywy impresjonistyczne.
Z małżeństwa z przemysłowcem i wynalazcą inż. Wacławem Wolskim miała pięcioro dzieci: trzech synów (Ludwika, Kazimierza i Juliusza) oraz dwie córki (Beatę i Anielę). Najbardziej literacko utalentowany, najstarszy syn Ludwik został zamordowany w 1919 w Złoczowie przez Ukraińców, najmłodszy – Juliusz zmarł w 1926. Beata (Obertyńska) była poetką i pisarką, Aniela (Lela) Pawlikowska – malarką.
Pochowana na cmentarzu Łyczakowskim w rodzinnym grobie Młodnickich i Wolskich.

## Publikacje
- Thème Varié[5], Lwów 1902
- Symfonia Jesienna[6], Lwów 1902
- Święto Słońca[7], Lwów 1903
- Z Ogni Kupalnych[8], Skole 1903
- Swanta[9] (baśń o prawdzie), Lwów 1909
- Dziewczęta[10] (nowele), Lwów 1910
- Arthur i Wanda, dzieje miłości Arthura Grottgera i Wandy Monné Listy – Pamiętniki – podali do druku Maryla Wolska i Michał Pawlikowski (dwa tomy), Medyka 1928.
- Dzbanek malin[11], Medyka 1929, Nakładem Biblioteki Medyckiej. BIBLIOTEKI MEDYCKIEJ OPUS 6. Czcionkami Drukarni Narodowej w Krakowie. Na składzie Gł. W Krakowskiej Spółce Wydawniczej, s. 150.